# Petrusák János
Petrusák János (Nyíregyháza, 1970. január 19.) író, drámaíró, forgatókönyvíró, újságíró. Tagja a Magyar Újságírók Közösségének. Tagja a Magyar Írószövetségnek.

## Élete
Előbb a Budapesti Kereskedelmi, Vendéglátóipari és Idegenforgalmi Főiskolát végezte el, majd a Debreceni Egyetemen szerzett egy második diplomát is. Volt áruházi eladó, biztosítási ügynök, játék-nagykereskedő egyéni vállalkozó, egy multinacionális nagyvállalat osztályvezetője, középiskolai tanár és 10 éven (2003-2013) át a Nyíregyházi Főiskolán oktatott.
A MÚK – a Magyar Újságírók Közössége 2008-ban tagjai közé fogadta. Jelenleg cége, a PegazusTv Média és Oktató Kft. ügyvezetője.

## Szakmai díjak, elismerések
- Nyíregyháza MJV Krúdy Gyula-díja 2023
- Magyar Irodalomtörténeti Társaság ELSŐ DÍJA próza kategóriában 2020
- Magyar Irodalomtörténeti Társaság EZÜST minősítése próza kategóriában 2019
- Magyar Irodalmi Lap történelmi novellapályázata II. díj 2018
- A MIL BABÉRJA kitüntetés ARANY fokozata 2017 március 15.
- A MIL BABÉRJA kitüntetés EZÜST fokozata 2016 augusztus 20.
- A MIL BABÉRJA kitüntetés BRONZ fokozata 2016. március 15.
- Hulló csillagok – dráma az 1956-os Emlékbizottság pályázatán bemutatást nyert  2016
- Múzsapuszi – komédia – DrámaTéka Műhely drámapályázatán – 2016. – a legjobb komédia díját nyerte
- Vádirat, avagy Isten mindenkivel eljátszik...  – történelmi dráma az Országút Társulat pályázatán második helyezést nyert.

## Szakmai szervezet tagság
- MASZRE (Magyar Szak- és Szépirodalmi Szerzők és Kiadók Reprográfiai Egyesülete)  2014-től
- MISZJE (Magyar Irodalmi Szerzői Jogvédő és Jogkezelő Egyesület) 2014-től
- MÚK – Magyar Újságírók Közössége 2008-tól

## Közösségi tevékenységei
- 2012-től az Alkotók Városmajori Klubja alapító klubvezetője
- 2009-től a NYÍRI AFK (Filmes) Egyesület elnöke

## Művei
- Randi a szellemekkel (krimi-paródia) 1997
- Heten egy csónakban (krimi) 1998
- Randi a szellemekkel (2. változatlan kiadás) 1998
- A kuruc kapitány (ifjúsági történelmi regény) 2005
- Csoda vagy Mostoha (novellák, kisregények, versek, színmű és filmnovella) 2008
- Szőke Mocsár (mai regény) 2012
- A Leopárd játszmája (kalandos politikai krimi) 2014
- „téli aratás” (művész sorsregény) 2014
- Itt vannak! (sci-fi – Történetek, csak neked antológiában) 2014
- Kiss Miska (népi színmű – publikálta a Színház.net) 2014
- Vádirat avagy Isten mindenkivel eljátszik.. (színmű – publikálta az Irodalmilap.net) 2015
- Ki az a Szent Márton? (dráma – publikálta az Irodalmilap.net) 2015
- Múzsapuszi (komédia – publikálta az Irodalmilap.net) 2016
- Hulló csillagok (dráma – publikálta az Irodalmilap.net)   2016
- A pénz jegyese (regény, napjaink komédiája)  2016
- Utolsó utáni szó jogán (Rejtő megjelenítés – monodráma – publikálta Irodalmilap.net) 2017
- Hitedért – Nemzetedért! (történelmi dráma – publikálva Irodalmilap.net) 2017
- Összeomlások: Ideg, meg egyéb (víg monodráma – publikálva Irodalmilap.net) 2018
- Kopogtatók – Itt vannak! (regény, sci-fi)  2018
- Művészet: tépj, eméssz! (e-könyv, a MEK oldalán) 2019
- A zsoldos Afrikában (kaland – Hungarovox kiadó) 2019
- Kopogtatók 2. Visszajöttek!; Pegazus Tv Média és Oktató Kft., Nyíregyháza, 2020
- Kapunyitási pánikok. Ifjúfelnőtt komédia; Üveghegy, Százhalombatta, 2021
- Kapunyitási pánikok ifjúfelnőtt komédia – Üveghegy Kiadó , Százhalombatta 2021
- Tanúm az Istenem! – Gróf Esterházy János mártíromsága történelmi regény – Szülőföld Könyvkiadó, Gencsapáti 2021
- Randi a szellemekkel – képregény (író és rajzoló) – Comicsmania 2021
- Változókor – (komédia a rendszerváltozás korából) – Üveghegy kiadó 2022
- Hívnak a kürtök – történelmi regény – Tortoma Kiadó, Barót, Románia – 2022
- Vörös Vonat (kalandos kép/kémregény a Kádár-korból – Comicsmania 2022
- Kopogtatók 3 – Egymásra csúszott világok (regény – sci-fi) 2022
- Red Train – The Many Faces of Comicsmania (író és rajzoló) – Comicsmania 2023

## Előadott drámák
- Hallgasd! – Csak csend – a monodrámát az Ünnepi Könyvhét keretében Illyés Péter előadóművész mutatta be a Nyíregyházi Zsinagógában és más helyeken összesen 450 néző előtt. (2016)
- Hulló csillagok – történelmi drámát a Nagyváradi MM Pódium Színház mutatta be Nyíregyházán, Nagyváradon, Egerben és más helyeken összesen 1400 néző előtt (2016)
- Az utolsó utáni szó jogán Archiválva 2018. január 13-i dátummal a Wayback Machine-ben – (Utolsó utáni szó jogán címmel jelent meg) a VIDOR Fesztivál hivatalos programja keretében Illyés Péter előadóművész mutatta be a Nyíregyházi Zsinagógában összesen 300 néző előtt. (2017)
- Összeomlások: Ideg, meg egyéb (a monodrámát a Vidor Fesztivál Archiválva 2019. november 10-i dátummal a Wayback Machine-ben hivatalos programja keretében mutatta be Illyés Péter előadóművész a Bencs Villában, majd a Móricz Zsigmond Megyei és Városi Könyvtárban összesen 300 néző előtt (2018)

## Filmjei
- Soltész Albert (38 perc) (Szuhányi Pállal) portréfilm Soltész Albert festőművész „levente-életének” bemutatásával 2000
- A békesség szigetén (32 perc) (Koncz Andrással) portréfilm a nyíregyházi római katolikus papi idősotthon életének bemutatása 2002 30. Kelet- és Dél-Magyarországi Függetlenfilm Szemle – KÜLÖNDÍJ (2002)
- Holtperem (17 perc) ismeretterjesztő kisfilm – Nagygéc, a holt falu bemutatásával 2004
- Csengeri virágok (5 perc) humoros klip – a csengeri virágok: lányok és virágszálak bemutatásával 2004
- Szalmazsákos éjszakák (27 perc) ismeretterjesztő kisfilm – a szalmazsák megtömésének folyamata egy ígéretes éjszaka reményében 2005 XIV. Megyei Film- és Videószemle KÜLÖNDÍJ (2006) 35. Kelet- és Dél-Magyarországi Függetlenfilm Szemle – III. DÍJ (2007) 54. Országos Függetlenfilm Fesztivál – KÜLÖNDÍJ (2007) IV. Országos Helytörténeti és Dokumentumfilm Szemle – KÜLÖNDÍJ (2008)
- Janikám! (5 perc) gegfilm – a filmes táborbeli életről 2005
- Csepp-lin (7 perc) gegfilm – egy fiatalembernek az X-edik pohár után Chaplin megelevenedik, hogy leüljön vele együtt inni, már, mint Csepp-lin 2006 a Janikámmal együtt a XIV. Megyei Film- és Videószemle – KÜLÖNDÍJ (2006)
- Holtperem II. (22 perc) ismeretterjesztő kisfilm – Nagygéc, a holt falubeli változásokról 2008
- Csendes-part (10 perc) etűd – a csengeri Szamos-partról 2008 a Holtperem II. és a Csendes-part együtt a XVII. Megyei filmszemle – KÜLÖNDÍJ (2009)
- Mikó-vár (35 perc) ismeretterjesztő film – a csíkszeredai Mikó-vár bemutatása 2009
- Cserepek lánya (25 perc) portréfilm – a Mikó-vár egyik restaurátor munkatársáról 2009
- Tiszadob ékköve (35 perc) (Csordás Lászlóval) ismeretterjesztő film – a tiszadobi Andrássy-kastélyról 2010
- A két legenda – Grosics és Buzánszky (35 perc) páros portréfilm az Aranycsapat két élő legendájáról 2010
- Parajd sója (25 perc) (Csordás Lászlóval) ismeretterjesztő film – a parajdi sóbánya történetéről 2010
- Parajdi fekete lyuk (7 perc) kísérleti jellegű film – a parajdi iszapfürdőről 2011 Szabolcs-Szatmár-Bereg Megyei filmszemle – KÜLÖNDÍJ (2013)
- Legendás kastélypark: Betlér (17 perc) ismeretterjesztő kisfilm – a felvidéki Betlér kastélyparkjáról, az ottani legendákról 2011
- Egy kastély – Régen, ma és holnap  (30 perc) (Csordás Lászlóval – a FORSTER Központ támogatásával) ismeretterjesztő film – a füzérradványi Károlyi-kastélyról 2012 VI. Országos Helytörténeti és Dokumentumfilm Szemle – KÜLÖNDÍJ (2012)
- A játék (1,5 perc) kísérleti animációs film – egy emberke összeáll a képen, hogy játsszon, de végül önmagát játssza szét 2012
- Tegnapok és holnapok (25 perc) (Csordás Lászlóval – a FORSTER Központ és az ÉSZAKERDŐ ZRT. támogatásával) ismeretterjesztő film – a füzérradványi Károlyi-kastély parkjának megújulásáról 2014 VII. Országos Helytörténeti és Dokumentumfilm Szemle – Rendezői KÜLÖNDÍJ (2014)
- Lakat és pókháló (32 perc) (Csordás Lászlóval) ismeretterjesztő film – a füzérradványi Károlyi-kastély nem látogatható részeiről 2014 VII. Országos Helytörténeti és Dokumentumfilm Szemle –Produceri KÜLÖNDÍJ (2014)
- Tegnap a mában (23 perc) (Bálint Pállal – a FORSTER Központ és az ÉSZAKERDŐ ZRT. támogatásával) ismeretterjesztő film – a füzérradványi Károlyi-kastély parkjának megújulása 2015 Szabolcs-Szatmár-Bereg Megyei Filmszemle II. DÍJ (2015)
- A Tett (8,5 perc) (Csordás Lászlóval – Filmes műhely Sára Sándorral pályázatán a Lakiteleki Népfőiskola segítségével) fikciós kisfilm – a rendszerváltás pillanatában egy kisemberre gyilkosságot akarnak rábizonyítani 2015 Szabolcs-Szatmár-Bereg Megyei Filmszemle FŐDÍJ (2015) Magyar Halivúd – Ezüst oklevél (2016)
- Egy boldog kő: Boldogkő (28 perc) (Bálint Pállal) ismeretterjesztő Boldogkőről (Boldogkőváralja) 2016 A VIII. Országos Független Helytörténeti Dokumentumfilm Szemle – I. DÍJ (2016)
- A büszke vár: Füzér (26 perc) (Bálint Pállal) ismeretterjesztő Füzérről 2017
- ZÉ úr vásárol (16 perc) (NYÍRI AFK-val) kisjátékfilm – ZÉ úr, az ZÉ úr. Ismerős lehet, de leginkább a boltosoknak ismerős. Most egy könyvesboltost "boldogít" 2017 – Egy büszke vár: Füzérrel együtt Szabolcs-Szatmár-Bereg Megyei Filmszemle – Produceri KÜLÖNDÍJ (2017)
- Barlangvár a felhők felett – Sirok és vára (24 perc) (Bálint Pállal és a NYÍRI AFK-val) ismeretterjesztő Sirokról  2018. A IX. Országos Független Helytörténeti Dokumentumfilm Szemle – Produceri KÜLÖNDÍJ (2018)
- A völgybe rejtett kincs: Felsővály (10 perc) (Nagy Zoltánnal) – ismeretterjesztő Felsővály erődtemplomáról 2018
- Kettő az egyben nagyközség Gávavencsellő (35 perc) (NYÍRI AFK-val) – ismeretterjesztő 2019 Szabolcs-Szatmár-Bereg Megyei Filmszemle – Produceri KÜLÖNDÍJ (2019)
- NET-IDEG (9 perc) (Révész Gézával és Marján Lászlóval) – geg Egy emberi lény harca a nettel és önmagával...  2019 Szabolcs-Szatmár-Bereg Megyei Filmszemle – Rendezői KÜLÖNDÍJ (2019)
- Tiszta és jó (10 perc) Villanatok Váci Mihály költő és politikus életéből és munkásságából 2020 – A X. Országos Független Helytörténeti Dokumentumfilm Szemle – I. DÍJ (2020)
- Szerencse a kövön – (8 perc) – humoreszk egy egyszerű ember mindennapjairól és babonáiról – Szabolcs-Szatmár-Bereg Megyei Filmszemle – l. DÍJ |2021)
- A Bózsva völgyén – (23 perc) – ismeretterjesztő Pálházáról és környékéről
- Porcelánékszerek-porcelánkincsek, ZEMA, Pálháza – (15 perc) – ismeretterjesztő hazánk egyetlen porcelánékszerkészítő manufaktúrájáról – X|. Országos Független Helytörténeti Dokumentumfilm Szemle – FŐDÍJ (2022)
- Mindennapi lisztünk – rétesünk (6 perc) – ismeretterjesztő a pálházai középkori ihletésű vízimalomról – Szabolcs-Szatmár-Bereg Vármegyei Filmszemle I. DÍJ (2023)

## Publikációi
Kelet Magyarország, Új Kelet, Nyíregyházi Napló, Nyírségi Gondolat, Parázs, Jó Szórakozást!, Katonaújság, Sófár, Irodalmi Kávéház Magazin, Holnap Magazin, Irodalmi Jelen, Búvópatak, Pannon tükör, AGRIA és a Várak, kastélyok, templomok Magazin, továbbá a magyar7.sk, nyirport.hu, sofar-ujsag.hu, pegazustv.hu, nyiregyhaza.hu, kutszelistilus.hu, szinhaz.net, irodalmilap.net.
- Egy nemzet emelte fel a fejét
- Utazó sorsok
- Antigo kedves neje Archiválva 2019. november 10-i dátummal a Wayback Machine-ben
- Rejtő-Korcsmáros képregények – recenzió Archiválva 2019. november 10-i dátummal a Wayback Machine-ben
- Paavo Matsin: Gogoldiszkó – recenzió Archiválva 2019. november 10-i dátummal a Wayback Machine-ben